# Die Bundeswehr
Die Bundeswehr ist das Verbandsmagazin des Deutschen Bundeswehrverbandes (DBwV). Sie erscheint monatlich und ist mit einer Auflage von ca. 140.000 das größte deutsche Soldatenmagazin.
Der Leserkreis umfasst aktive und ehemalige Soldaten, Reservisten, zivile Mitarbeiter der Bundeswehr, Angehörige und Partner der Soldaten sowie Verantwortliche aus Politik, Bundeswehr und Bundesministerium der Verteidigung. Mitglieder des DBwV bekommen das Magazin kostenlos per Post zugeschickt. Das Magazin veröffentlicht als Schwerpunkt der redaktionellen Arbeit sozial- und gesellschaftspolitische Beiträge sowie die verbandspolitischen Forderungen. Daneben stehen militärfachliche und sicherheitspolitische Themen sowie Beiträge zur zivilberuflichen Aus- und Weiterbildung der Bundeswehr.

## Rubriken
Die Zeitschrift umfasst regelmäßig folgende Rubriken:
- Verband aktuell
- Politik
- Aus der Truppe
- Für unsere Mitglieder
- Magazin (z. B. Leserbriefe, Impressum)

## Leserschaft
Die Leser des Magazins sind überwiegend männlich und zwischen 26 und 52 Jahren alt. Fast die Hälfte gehört der Laufbahngruppe der Unteroffiziere an, knapp ein Viertel sind Offiziere. Gut 60 Prozent der Leser sind aktive Soldaten, gut ein Drittel Soldaten der Reserve oder außer Dienst.

## Geschichte
Am 1. Dezember 1956 erschien die erste Ausgabe der Zeitschrift. Mitte der 1960er Jahre hatte das Mitgliedermagazin eine Auflage von 125.000 Stück. Anfang der 1990er Jahre wurde es erstmals in allen Bundesländern verteilt.